# Corey Tochor
Corey James Tochor est un homme politique fédéral et provincial canadien de la Saskatchewan. Il représente la circonscription fédérale de Saskatoon—University à titre de député du Parti conservateur du Canada depuis 2019.
Précédemment, il représente la circonscription provinciale de Saskatoon Eastview à titre de député du Parti saskatchewanais à partir de 2011 à sa démission pour se présenter en politique fédérale en 2019.

## Biographie
Né à Esterhazy en Saskatchewan, il est élu en 2011, réélu en 2016 et devient président de l'Assemblée législative en avril 2016 en remportant l'élection contre le président sortant, Dan D'Autremont. Il démissionne de ce poste en janvier 2018.
Lors de la course à l'investiture dans Saskatoon—University en mars 2018, il défait le député sortant Bradley Trost et devient candidat conservateur désigné. Il démissionne alors de son poste de député provincial en septembre 2019.